# ألان مورتون (لاعب كرة قدم بريطاني)
ألان مورتون (بالإنجليزية: Alan Morton)‏ (6 مارس 1942 في المملكة المتحدة - ) هو لاعب كرة قدم بريطاني في مركز الهجوم. لعب مع نادي أرسنال ونادي بيتربورو يونايتد ونادي تشيسترفيلد ولينكولن سيتي أف سي وWisbech Town F.C. ‏.